# Registar imena domena
Registar imena domena je organizacija koja upravlja rezervacijom imena internet domena. Registar imena domena mora biti akreditovan od strane registra domena sa najvišim generičkim nivoom (gTLD) i/ili od strane registra domena sa državnim kodom (ccTLD). Upravljanje se vrši u skladu sa smernicama određenog registra imena domena i da pruža takve usluge javnosti.

## Istorija
Do 1999,  (NSI) upravljao je registrima com, net i org. Pored funkcija operatora registra imena domena, bio je, takođe, jedini registar za ove domene. Ipak, nekoliko kompanija je razvilo nezavisne registarske servise. Godine 1996, jedna takva firma NetNames, razvila je koncept samostalnog komercijalnog servisa za registraciju imena domena koji bi za javnost prodavao registraciju domena i ostale povezane servise. Ovo je praktično stvorilo maloprodajni model u industriji i dodeljivanje velikoprodajne uloge registrima. NSI je asimilovao ovaj model.
PGMedia je 1997. podnela tužbu zbog tržišnog takmičenja protiv NSI navodeći KOREN zonu kao suštinsku bitnu mogućnost. Najzad, NSI-u je bio odobren imunitet od antitrustovskih parnica, ali parnice su stvorile dovoljan pritisak za restrukturiranje tržišta imena domena.
U oktobru 1998, pritisak koji je usledio zbog rastućeg posla u vezi sa registracijom imena domena i ostalih zainteresovanih partija, sporazum između NSI i američkog ministarstva za trgovinu bio je izmenjen. Ovaj sistem je zvanično počeo da radi 30. novembra 1999. godine, pod nadzorom Internet korporacija za dodeljivanje imena i brojeva, iako je postojalo nekoliko probnih registara koji su koristili sistem od 11. Marta 1999. Od tad, preko 900 registara je ušlo na tržište za servise za registraciju imena domena.
Od registara koji su u početku ušli na tržište, mnogi su nastavili da rastu i prestižu rivale. Goudedi (Go Daddy) je najveći registar. Ostali uspešni uključuju eNom, Tucows, Melbourne IT. Registri koji su u početku vodili tržište bili su nadmašeni od strane rivala uključujući Network Solutions i Dotster. Svaki ICANN - akreditovani registar mora da plati fiksnu naknadu od 4000$ plus naknadu koja varira. Zbir promenljivih provizija je ukupno 3.8 miliona $. Takmičenje stvoreno od strane zajedničkog sistema za registraciju omogućava krajnjim korisnicima da biraju od mnogo registara nudeći niz srodnih servisa po pazličitim cenama.

## Određeni registar
Informacija registracije domena je održavana od strane registra imena domena, koji je ugovarao sa registrom domena da pružaju javnosti usluge za registraciju. Jedan krajnji korisnik bira registar da obezbedi servis za registraciju, i taj registar postaje određeni registar za domene koji je korisnik izabrao.
Samo određeni registar može izmeniti ili izbrisati informacije o imenima domena u bazi podataka centralnog registra. Nije neobično za jednog krajnjeg korisnika da zameni registre, pozivajući proces transfera domena između uključenih regisara, koji su regulisani od strane specifične politike za transfer imena domena.
Kada registar registruje com ime domena za krajnjeg korisnika, mora da plati maksimalnu godišnju naknadu od 7.85$ Verisajnu (VeriSign), registarski operator za com domen, i godišnju naknadu za administraciju od 0.18$ Internet korporaciji za dodeljivanje imena i brojeva (ICANN). Barijere za ulazak u rasutu registracionu industriju su velike za nove kompanije, bez postojeće baze klijenata.
Mnogi registri takođe nude registraciju putem prodajnih filijala. Krajnji korisnici se registruju ili direktno sa registra ili indirektno preko jednog ili više slojeva prodavaca. Od 2010, maloprodajna cena se generalno kreće od niske od oko 7.50$ godišnje do oko 35$ godišnje za jednostavnu registraciju domena, iako registri često spuštaju cenu – ponekad bude i besplatno – kada se poručuje sa ostalim proizvodima kao što su web hosting usluge.
Maksimalan period registracije za ime domena je 10 godina. Neki registri nude duže periode i do 100 godina, ali takve ponude uključuju to da regisar obnovi registraciju za klijenta, 100 – godišnja registracija ne bi bila u zvaničnoj bazi registracije.